# Bandeira da Calmúquia
A Bandeira da Calmúquia é um dos símbolos oficiais da República da Calmúquia, uma subdivisão da Federação Russa. Foi adotada em 1993.

## Descrição
Seu desenho consiste em um retângulo de proporção largura-comprimento de 1:2 na cor ouro com proporção largura-comprimento de 1:2 no qual há uma flor de lótus branca em um círculo azul no centro.

## Simbologia
- O amarelo simboliza o sol, as pessoas e a fé religiosa da nação já que a população, em sua maior parte, professa o lamaismo e budismo;
- O azul representa o céu, a eternidade e a perseverança;
- A lótus é um símbolo de pureza, renascimento espiritual e felicidade. As cinco pétalas superiores representam os continentes, e as quatro pétalas inferiores, os quartos do globo. Juntos, simbolizam a vontade do povo da Calmúquia de viver em amizade e de cooperar com todas as nações do mundo.